# Michel Barnier
Michel Jean Barnier (sinh ngày 9 tháng 1 năm 1951) là một chính trị gia người Pháp, từng giữ chức thủ tướng Pháp kể từ 5 tháng 9 năm 2024 cho đến khi bị bãi nhiệm. Ông từng là quan chức EU, Trưởng đoàn đàm phán châu Âu cho Vương quốc Anh ra khỏi Liên minh châu Âu kể từ tháng 12 năm 2016.
Ông đã phục vụ trong một số vị trí nội các của Pháp như Bộ trưởng Bộ Ngoại giao từ 2004 đến 2005, Bộ trưởng Bộ Ngoại giao Châu Âu từ 1995 đến 1997, và Bộ trưởng Môi trường và Cách sống từ năm 1993 đến 1995. Ông cũng từng phục vụ ở cấp châu Âu với tư cách là Ủy viên châu Âu về chính sách khu vực (1999 Hàng2004) và Ủy viên châu Âu về thị trường và dịch vụ nội bộ (2010 2015); ông cũng là phó chủ tịch của Đảng Nhân dân Châu Âu từ năm 2010 đến 2015.
Barnier được bổ nhiệm làm Bộ trưởng Nông nghiệp trong chính phủ Pháp vào ngày 18 tháng 6 năm 2007, từ chức vào ngày 7 tháng 6 năm 2009 sau khi được bầu làm Nghị viên của Nghị viện Châu Âu (MEP). Ông từng là Ủy viên châu Âu về thị trường nội bộ và dịch vụ dưới quyền Barroso.
Ủy ban Châu Âu đã bổ nhiệm ông làm nhà đàm phán chính phụ trách việc chuẩn bị và thực hiện các cuộc đàm phán với Vương quốc Anh theo Điều 50 của Hiệp ước về Liên minh châu Âu (TEU).